# Johan Henrik Peterson
Johan Henrik Peterson, född 28 februari 1768, död 1 september 1845, var en svensk jurist.
Peterson var advokatfiskal i Svea hovrätt 1794, kommerseråd 1812 samt justitieråd 1814-1833. Han var vissångare och medlem i Par Bricole från 1792 och dess stormästare 1830-1832. Peterson invaldes som ledamot nummer 298 i Kungliga Musikaliska Akademien den 16 juni 1842.